# Tomaspis ruficollis
Tomaspis ruficollis is een halfvleugelig insect uit de familie schuimcicaden (Cercopidae). De wetenschappelijke naam van deze soort is voor het eerst geldig gepubliceerd in 1890 door Fallou.